# Långträsket (Lycksele socken, Lappland, 722916-162259)
Långträsket är en sjö i Lycksele kommun och Malå kommun i Lappland och ingår i Umeälvens huvudavrinningsområde. Sjön har en area på 0,262 kvadratkilometer och ligger 338,1 meter över havet. Sjön avvattnas av vattendraget Nymyrbäcken.

## Delavrinningsområde
Långträsket ingår i det delavrinningsområde (722830-162442) som SMHI kallar för Namn saknas. Medelhöjden är 361 meter över havet och ytan är 12,13 kvadratkilometer. Det finns ett avrinningsområde uppströms, och räknas det in blir den ackumulerade arean 26,56 kvadratkilometer. Nymyrbäcken som avvattnar avrinningsområdet har biflödesordning 4, vilket innebär att vattnet flödar genom totalt 4 vattendrag innan det når havet efter 251 kilometer. Avrinningsområdet består mestadels av skog (79 procent) och sankmarker (11 procent). Avrinningsområdet har 0,42 kvadratkilometer vattenytor vilket ger det en sjöprocent på 3,4 procent.